# Источни Лондон (Лондон)
Источни Лондон је предграђе града Лондона и налази се источно од Тауер Бриџа до индустријске зоне Канари Ворф, и уопштено, обухвата део Лондона око Ист Енда.

## Постанак насеља
Ово насеље, сразмерно скоријег датума у односу на остала лондонска, настало је почетком 20.века када су почела да се граде и прва радничка насеља. Временом, ово насеље је, поред тога што је радничко, постало и врло космополитско, јер је ово насеље где су претежно досељеници око реке Темзе. И поред тога, овде постоје старе куће, мирни кафеи и мале, уске уличице, као и оне у старом делу града.

## Индустрија
Индустрија је почела да се развија средином 20.века и сада је овај крај једно од највећих светских бродоградилишта. Докови, који чине окосницу индустријског дела Ист Енда, заправо су насипи којима су се ови крајеви штитили од изливања Темзе, све до изградње Бране на Темзи.

## Саобраћај
Ово је једно од најважнијих саобраћајних чворишта у Уједињеном Краљевству, и уопште у јужном делу Енглеске. Развој индустрије условио је настанак аеродрома, претежно за теретни ваздушни саобраћај и знатно мање важног од осталих лондонских. Источни Лондон је са остатком града веома добро повезан, како метроом тако и Лаком железницом докова. Источно одавде, налази се Гринич, село кроз које пролази нулти меридијан, а северно и јужно остала лондонска насеља.